# Lista meciurilor FA Community Shield

## Meciuri
Legendă
| (R)    | Rejucare                                                                      |
| †      | Titlul a fost împărțit după ce meciul s-a terminat la egalitate (titlu comun) |
| *      | Meci decis la loviturile de departajare după timpul suplimentar de prelungiri |
| Cursiv | Echipă formată exclusiv pentru acest meci                                     |

### Rezultate
| Anul                                                                                   | Câștigătoare             | Marcatori                                   | Scor                                          | Marcatori                         | Finalistă                      | Stadion                     | Ref    |
| -------------------------------------------------------------------------------------- | ------------------------ | ------------------------------------------- | --------------------------------------------- | --------------------------------- | ------------------------------ | --------------------------- | ------ |
| 1908                                                                                   | Manchester United        | Meredith                                    | 1 – 1                                         | Cannon                            | Queens Park Rangers            | Stamford Bridge, Londra     | [ 1 ]  |
| 1908 (R)                                                                               | Manchester United        | Turnbull (3) Wall                           | 4 – 0                                         |                                   | Queens Park Rangers            | Stamford Bridge, Londra     | [ 2 ]  |
| 1909                                                                                   | Newcastle United         | Allan Rutherford                            | 2 – 0                                         |                                   | Northampton Town               | Stamford Bridge, Londra     | [ 3 ]  |
| 1910                                                                                   | Brighton and Hove Albion | Webb                                        | 1 – 0                                         |                                   | Aston Villa                    | Stamford Bridge, Londra     | [ 4 ]  |
| 1911                                                                                   | Manchester United        | Halse (6) Turnbull Wall                     | 8 – 4                                         | Fleming Wheatcroft Tout Jefferson | Swindon Town                   | Stamford Bridge, Londra     | [ 5 ]  |
| 1912                                                                                   | Blackburn Rovers         | Aitkenhead (2)                              | 2 – 1                                         | Revill                            | Queens Park Rangers            | White Hart Lane, London     | [ 6 ]  |
| 1913                                                                                   | English Professionals XI | Hampton (4) Holley (2) Fleming              | 7 – 2                                         | Barlos Farnfield                  | English Amateurs XI            | The Den, London             | [ 7 ]  |
| 1914 – 1919 Shield was not contested due to suspension of football during World War I  |                          |                                             |                                               |                                   |                                |                             |        |
| 1920                                                                                   | West Bromwich Albion     | Smith (2)                                   | 2 – 0                                         |                                   | Tottenham Hotspur              | White Hart Lane, London     |        |
| 1921                                                                                   | Tottenham Hotspur        | Bliss Cantrell                              | 2 – 0                                         |                                   | Burnley                        | White Hart Lane, London     |        |
| 1922                                                                                   | Huddersfield Town        | Wilson                                      | 1 – 0                                         |                                   | Liverpool                      | Old Trafford, Manchester    | [ 8 ]  |
| 1923                                                                                   | English Professionals XI | Bradford Chambers                           | 2 – 0                                         |                                   | English Amateurs XI            | Stamford Bridge, Londra     | [ 9 ]  |
| 1924                                                                                   | English Professionals XI | Walker (2) Buchan                           | 3 – 1                                         | Kail                              | English Amateurs XI            | Highbury, London            | [ 10 ] |
| 1925                                                                                   | English Amateurs XI      | Ashton (4) Macey (2)                        | 6 – 1                                         | Hannaford                         | English Professionals XI       | White Hart Lane, London     | [ 11 ] |
| 1926                                                                                   | English Amateurs XI      | Minter (2) Macey (2) Kail Keeping (o.g.)    | 6 – 3                                         | Rawlings (2) Tunstall             | English Professionals XI       | Maine Road, Manchester      | [ 12 ] |
| 1927                                                                                   | Cardiff City             | Ferguson Davies                             | 2 – 1                                         | Ashton                            | Corinthian                     | Stamford Bridge, Londra     | [ 13 ] |
| 1928                                                                                   | Everton                  | Dean (2)                                    | 2 – 1                                         | Thornewell                        | Blackburn Rovers               | Old Trafford, Manchester    | [ 14 ] |
| 1929                                                                                   | English Professionals XI | Seed Chandler Pease                         | 3 – 0                                         |                                   | English Amateurs XI            | The Den, London             | [ 15 ] |
| 1930                                                                                   | Arsenal                  | Hulme Jack                                  | 2 – 1                                         | Burgess (pen.)                    | Sheffield Wednesday            | Stamford Bridge, Londra     | [ 16 ] |
| 1931                                                                                   | Arsenal                  | Bastin                                      | 1 – 0                                         |                                   | West Bromwich Albion           | Villa Park, Birmingham      | [ 17 ] |
| 1932                                                                                   | Everton                  | Dean (4) Johnson                            | 5 – 3                                         | McMenemy (2) Boyd                 | Newcastle United               | St. James' Park, Newcastle  | [ 18 ] |
| 1933                                                                                   | Arsenal                  | Birkett (2) Bowden                          | 3 – 0                                         |                                   | Everton                        | Goodison Park, Liverpool    | [ 19 ] |
| 1934                                                                                   | Arsenal                  | Birkett Marshall Drake Bastin               | 4 – 0                                         |                                   | Manchester City                | Highbury, London            | [ 20 ] |
| 1935                                                                                   | Sheffield Wednesday      | Dewar                                       | 1 – 0                                         |                                   | Arsenal                        | Highbury, London            | [ 21 ] |
| 1936                                                                                   | Sunderland               | Burbanks Carter                             | 2 – 1                                         | Kirchen                           | Arsenal                        | Roker Park, Sunderland      | [ 22 ] |
| 1937                                                                                   | Manchester City          | Herd Doherty                                | 2 – 0                                         |                                   | Sunderland                     | Maine Road, Manchester      | [ 23 ] |
| 1938                                                                                   | Arsenal                  | Drake (2)                                   | 2 – 1                                         | R. Beattie                        | Preston North End              | Highbury, London            | [ 24 ] |
| 1939 – 1947 Shield was not contested due to suspension of football during World War II |                          |                                             |                                               |                                   |                                |                             |        |
| 1948                                                                                   | Arsenal                  | Lewis (2) Jones Rooke                       | 4 – 3                                         | Rowley Burke own goal             | Manchester United              | Highbury, London            | [ 25 ] |
| 1949                                                                                   | Portsmouth               | Reid                                        | 1 – 1† Title shared                           | Hancocks (pen.)                   | Wolverhampton Wanderers        | Highbury, London            | [ 26 ] |
| 1950                                                                                   | English World Cup XI     | Mannion Mortensen Baily Mullen              | 4 – 2                                         | Johnstone Lofthouse               | English FA Canadian Touring XI | Stamford Bridge, Londra     | [ 27 ] |
| 1951                                                                                   | Tottenham Hotspur        | Murphy Bennett                              | 2 – 1                                         | Milburn                           | Newcastle United               | White Hart Lane, London     | [ 28 ] |
| 1952                                                                                   | Manchester United        | Rowley (2) Byrne Downie                     | 4 – 2                                         | Keeble (2)                        | Newcastle United               | Old Trafford, Manchester    | [ 29 ] |
| 1953                                                                                   | Arsenal                  | Lishman (2) Lawton                          | 3 – 1                                         | Mortensen                         | Blackpool                      | Highbury, London            | [ 30 ] |
| 1954                                                                                   | Wolverhampton Wanderers  | Swinbourne (2) Deeley Hancocks              | 4 – 4† Title shared                           | Allen (3) Ryan                    | West Bromwich Albion           | Molineux, Wolverhampton     | [ 31 ] |
| 1955                                                                                   | Chelsea                  | McMichael (o.g.) Bentley Blunstone          | 3 – 0                                         |                                   | Newcastle United               | Stamford Bridge, Londra     | [ 32 ] |
| 1956                                                                                   | Manchester United        | Viollet                                     | 1 – 0                                         |                                   | Manchester City                | Maine Road, Manchester      | [ 33 ] |
| 1957                                                                                   | Manchester United        | Taylor (3) Berry (pen.)                     | 4 – 0                                         |                                   | Aston Villa                    | Old Trafford, Manchester    | [ 34 ] |
| 1958                                                                                   | Bolton Wanderers         | Hill Bannister Lofthouse (2)                | 4 – 1                                         | Durandt                           | Wolverhampton Wanderers        | Burnden Park, Bolton        | [ 35 ] |
| 1959                                                                                   | Wolverhampton Wanderers  | Murray Broadbent Lill                       | 3 – 1                                         | Wilson                            | Nottingham Forest              | Molineux, Wolverhampton     | [ 36 ] |
| 1960                                                                                   | Burnley                  | Miller Connelly                             | 2 – 2† Title shared                           | Deeley Murray                     | Wolverhampton Wanderers        | Turf Moor, Burnley          | [ 37 ] |
| 1961                                                                                   | Tottenham Hotspur        | Allen (2) Smith                             | 3 – 2                                         | Haynes Byrne                      | FA Selected XI                 | White Hart Lane, London     | [ 38 ] |
| 1962                                                                                   | Tottenham Hotspur        | Smith Greaves (2) White Medwin              | 5 – 1                                         | Stephenson                        | Ipswich Town                   | Portman Road, Ipswich       | [ 39 ] |
| 1963                                                                                   | Everton                  | Gabriel Stevens Vernon (pen.) Temple        | 4 – 0                                         |                                   | Manchester United              | Goodison Park, Liverpool    | [ 40 ] |
| 1964                                                                                   | Liverpool                | Wallace G. Byrne                            | 2 – 2† Title shared                           | J. Byrne Hurst                    | West Ham United                | Anfield, Liverpool          | [ 41 ] |
| 1965                                                                                   | Manchester United        | Best Herd                                   | 2 – 2† Title shared                           | Stevenson Yeats                   | Liverpool                      | Old Trafford, Manchester    | [ 42 ] |
| 1966                                                                                   | Liverpool                | Hunt                                        | 1 – 0                                         |                                   | Everton                        | Goodison Park, Liverpool    | [ 43 ] |
| 1967                                                                                   | Manchester United        | Charlton (2) Law                            | 3 – 3† Title shared                           | Robertson Jennings Saul           | Tottenham Hotspur              | Old Trafford, Manchester    | [ 44 ] |
| 1968                                                                                   | Manchester City          | Owen (2) Lee (2) Lovett (o.g.) Young        | 6 – 1                                         | Krzywicki                         | West Bromwich Albion           | Maine Road, Manchester      | [ 45 ] |
| 1969                                                                                   | Leeds United             | Gray Charlton                               | 2 – 1                                         | Bell                              | Manchester City                | Elland Road, Leeds          | [ 46 ] |
| 1970                                                                                   | Everton                  | Whittle Kendall                             | 2 – 1                                         | Hutchinson                        | Chelsea                        | Stamford Bridge, Londra     | [ 47 ] |
| 1971                                                                                   | Leicester City           | Whitworth                                   | 1 – 0                                         |                                   | Liverpool                      | Filbert Street, Leicester   | [ 48 ] |
| 1972                                                                                   | Manchester City          | Lee (pen.)                                  | 1 – 0                                         |                                   | Aston Villa                    | Villa Park, Birmingham      | [ 49 ] |
| 1973                                                                                   | Burnley                  | Waldron                                     | 1 – 0                                         |                                   | Manchester City                | Maine Road, Manchester      | [ 50 ] |
| 1974                                                                                   | Liverpool                | Boersma                                     | 1 – 1* Liverpool won 6–5 on penalties         | Cherry                            | Leeds United                   | Wembley Stadium (original)  | [ 51 ] |
| 1975                                                                                   | Derby County             | Hector McFarland                            | 2 – 0                                         |                                   | West Ham United                | Wembley Stadium (original)  | [ 52 ] |
| 1976                                                                                   | Liverpool                | Toshack                                     | 1 – 0                                         |                                   | Southampton                    | Wembley Stadium (original)  | [ 53 ] |
| 1977                                                                                   | Manchester United        |                                             | 0 – 0† Title shared                           |                                   | Liverpool                      | Wembley Stadium (original)  | [ 54 ] |
| 1978                                                                                   | Nottingham Forest        | O'Neill (2) Withe Lloyd Robertson           | 5 – 0                                         |                                   | Ipswich Town                   | Wembley Stadium (original)  | [ 55 ] |
| 1979                                                                                   | Liverpool                | McDermott (2) Dalglish                      | 3 – 1                                         | Sunderland                        | Arsenal                        | Wembley Stadium (original)  | [ 56 ] |
| 1980                                                                                   | Liverpool                | McDermott                                   | 1 – 0                                         |                                   | West Ham United                | Wembley Stadium (original)  | [ 57 ] |
| 1981                                                                                   | Aston Villa              | Withe (2)                                   | 2 – 2† Title shared                           | Falco (2)                         | Tottenham Hotspur              | Wembley Stadium (original)  | [ 58 ] |
| 1982                                                                                   | Liverpool                | Rush                                        | 1 – 0                                         |                                   | Tottenham Hotspur              | Wembley Stadium (original)  | [ 59 ] |
| 1983                                                                                   | Manchester United        | Robson (2)                                  | 2 – 0                                         |                                   | Liverpool                      | Wembley Stadium (original)  | [ 60 ] |
| 1984                                                                                   | Everton                  | Grobbelaar (o.g.)                           | 1 – 0                                         |                                   | Liverpool                      | Wembley Stadium (original)  | [ 61 ] |
| 1985                                                                                   | Everton                  | Steven Heath                                | 2 – 0                                         |                                   | Manchester United              | Wembley Stadium (original)  | [ 62 ] |
| 1986                                                                                   | Everton                  | Heath 80'                                   | 1 – 1† Title shared                           | Rush 88'                          | Liverpool                      | Wembley Stadium (original)  | [ 63 ] |
| 1987                                                                                   | Everton                  | Clarke                                      | 1 – 0                                         |                                   | Coventry City                  | Wembley Stadium (original)  | [ 64 ] |
| 1988                                                                                   | Liverpool                | Aldridge (2)                                | 2 – 1                                         | Fashanu                           | Wimbledon                      | Wembley Stadium (original)  | [ 65 ] |
| 1989                                                                                   | Liverpool                | Beardsley                                   | 1 – 0                                         |                                   | Arsenal                        | Wembley Stadium (original)  | [ 66 ] |
| 1990                                                                                   | Liverpool                | Barnes (pen.)                               | 1 – 1† Title shared                           | Blackmore                         | Manchester United              | Wembley Stadium (original)  | [ 67 ] |
| 1991                                                                                   | Arsenal                  |                                             | 0 – 0† Title shared                           |                                   | Tottenham Hotspur              | Wembley Stadium (original)  | [ 68 ] |
| 1992                                                                                   | Leeds United             | Cantona (3) Dorigo                          | 4 – 3                                         | Rush Saunders Strachan (o.g.)     | Liverpool                      | Wembley Stadium (original)  | [ 69 ] |
| 1993                                                                                   | Manchester United        | Hughes                                      | 1 – 1* Manchester United won 5–4 on penalties | Wright                            | Arsenal                        | Wembley Stadium (original)  | [ 70 ] |
| 1994                                                                                   | Manchester United        | Cantona (pen.) Ince                         | 2 – 0                                         |                                   | Blackburn Rovers               | Wembley Stadium (original)  | [ 71 ] |
| 1995                                                                                   | Everton                  | Samways                                     | 1 – 0                                         |                                   | Blackburn Rovers               | Wembley Stadium (original)  | [ 72 ] |
| 1996                                                                                   | Manchester United        | Cantona 25' Butt 30' Beckham 86' Keane 88'  | 4 – 0                                         |                                   | Newcastle United               | Wembley Stadium (original)  | [ 73 ] |
| 1997                                                                                   | Manchester United        | Johnsen 57'                                 | 1 – 1* Manchester United won 4–2 on penalties | Hughes 52'                        | Chelsea                        | Wembley Stadium (original)  | [ 74 ] |
| 1998                                                                                   | Arsenal                  | Overmars 33' Wreh 56' Anelka 71'            | 3 – 0                                         |                                   | Manchester United              | Wembley Stadium (original)  | [ 75 ] |
| 1999                                                                                   | Arsenal                  | Kanu 67' (pen.) Parlour 77'                 | 2 – 1                                         | Yorke 36'                         | Manchester United              | Wembley Stadium (original)  | [ 76 ] |
| 2000                                                                                   | Chelsea                  | Hasselbaink 22' Melchiot 73'                | 2 – 0                                         |                                   | Manchester United              | Wembley Stadium (original)  | [ 77 ] |
| 2001                                                                                   | Liverpool                | McAllister 2' (pen.) Owen 16'               | 2 – 1                                         | Van Nistelrooy 51'                | Manchester United              | Millennium Stadium, Cardiff | [ 78 ] |
| 2002                                                                                   | Arsenal                  | Gilberto 69'                                | 1 – 0                                         |                                   | Liverpool                      | Millennium Stadium, Cardiff | [ 79 ] |
| 2003                                                                                   | Manchester United        | Silvestre 15'                               | 1 – 1* Manchester United won 4–3 on penalties | Henry 20'                         | Arsenal                        | Millennium Stadium, Cardiff | [ 80 ] |
| 2004                                                                                   | Arsenal                  | Gilberto 49' Reyes 59' Silvestre 79' (o.g.) | 3 – 1                                         | Smith 55'                         | Manchester United              | Millennium Stadium, Cardiff | [ 81 ] |
| 2005                                                                                   | Chelsea                  | Drogba 8', 57'                              | 2 – 1                                         | Fàbregas 65'                      | Arsenal                        | Millennium Stadium, Cardiff | [ 82 ] |
| 2006                                                                                   | Liverpool                | Riise 9' Crouch 80'                         | 2 – 1                                         | Shevchenko 43'                    | Chelsea                        | Millennium Stadium, Cardiff | [ 83 ] |
| 2007                                                                                   | Manchester United        | Giggs 35'                                   | 1 – 1* Manchester United won 3–0 on penalties | Malouda 45'                       | Chelsea                        | Wembley Stadium             | [ 84 ] |
| 2008                                                                                   | Manchester United        |                                             | 0 – 0* Manchester United won 3–1 on penalties |                                   | Portsmouth                     | Wembley Stadium             | [ 85 ] |
| 2009                                                                                   | Chelsea                  | Carvalho 52' Lampard 71'                    | 2 – 2* Chelsea won 4–1 on penalties           | Nani 10' Rooney 90'               | Manchester United              | Wembley Stadium             | [ 86 ] |
| 2010                                                                                   | Manchester United        | Valencia 41' Hernández 76' Berbatov 90+2'   | 3 – 1                                         | Kalou 83'                         | Chelsea                        | Wembley Stadium             | [ 87 ] |
| 2011                                                                                   | Manchester United        | Smalling 52' Nani 58', 90+4'                | 3 – 2                                         | Lescott 38' Džeko 45+1'           | Manchester City                | Wembley Stadium             | [ 88 ] |
| 2012                                                                                   | Manchester City          | Y.Touré 53' Tévez 59' Nasri 65'             | 3 – 2                                         | Torres 40' Bertrand 80'           | Chelsea                        | Villa Park                  | [ 89 ] |
| 2013                                                                                   | Manchester United        | Van Persie 6', 59'                          | 2 – 0                                         |                                   | Wigan Athletic                 | Wembley Stadium             | [ 90 ] |

## Rezultate după echipă
Echipele afișate cursiv au fost formate exclusiv pentru acest meci, sau sunt defuncte.
| Club                           | Câștiguri | Ultimul meci câștigat | Pierderi | Ultimul meciu pierdut |
| ------------------------------ | --------- | --------------------- | -------- | --------------------- |
| Manchester United              | 20        | 2013                  | 9        | 2009                  |
| Liverpool                      | 16        | 2022                  | 6        | 2002                  |
| Arsenal                        | 12        | 2004                  | 7        | 2005                  |
| Everton                        | 9         | 1995                  | 2        | 1966                  |
| Tottenham Hotspur              | 7         | 1991                  | 2        | 1982                  |
| Chelsea                        | 4         | 2009                  | 6        | 2012                  |
| Manchester City                | 4         | 2012                  | 5        | 2011                  |
| English Professionals XI       | 4         | 1929                  | 2        | 1926                  |
| Wolverhampton Wanderers        | 4         | 1960                  | 1        | 1958                  |
| English Amateurs XI            | 2         | 1926                  | 4        | 1929                  |
| West Bromwich Albion           | 2         | 1954                  | 2        | 1968                  |
| Burnley                        | 2         | 1973                  | 1        | 1921                  |
| Leeds United                   | 2         | 1992                  | 1        | 1974                  |
| Newcastle United               | 1         | 1909                  | 5        | 1996                  |
| Aston Villa                    | 1         | 1981                  | 3        | 1972                  |
| Blackburn Rovers               | 1         | 1912                  | 3        | 1995                  |
| West Ham United                | 1         | 1964                  | 2        | 1980                  |
| Nottingham Forest              | 1         | 1978                  | 1        | 1959                  |
| Portsmouth                     | 1         | 1949                  | 1        | 2008                  |
| Sheffield Wednesday            | 1         | 1935                  | 1        | 1930                  |
| Sunderland                     | 1         | 1936                  | 1        | 1937                  |
| Bolton Wanderers               | 1         | 1958                  | 0        |                       |
| Brighton and Hove Albion       | 1         | 1910                  | 0        |                       |
| Cardiff City                   | 1         | 1927                  | 0        |                       |
| Derby County                   | 1         | 1975                  | 0        |                       |
| English World Cup XI           | 1         | 1950                  | 0        |                       |
| Huddersfield Town              | 1         | 1922                  | 0        |                       |
| Leicester City                 | 1         | 1971                  | 0        |                       |
| Ipswich Town                   | 0         |                       | 2        | 1978                  |
| Queens Park Rangers            | 0         |                       | 2        | 1912                  |
| Blackpool                      | 0         |                       | 1        | 1953                  |
| Corinthian                     | 0         |                       | 1        | 1927                  |
| Coventry City                  | 0         |                       | 1        | 1987                  |
| English FA Canadian Touring XI | 0         |                       | 1        | 1950                  |
| FA Selected XI                 | 0         |                       | 1        | 1961                  |
| Northampton Town               | 0         |                       | 1        | 1909                  |
| Preston North End              | 0         |                       | 1        | 1938                  |
| Southampton                    | 0         |                       | 1        | 1976                  |
| Swindon Town                   | 0         |                       | 1        | 1911                  |
| Wigan Athletic                 | 0         |                       | 1        | 2013                  |
| Wimbledon                      | 0         |                       | 1        | 1988                  |